# Symfonie nr. 15 (Coates)
Gloria Coates componeerde haar Symfonie nr. 15 “Homage to Mozart” in 2004/2005. Het werk is geschreven voor een muziekfestival in Passau ter gelegenheid van het 250e geboortejaar van Wolfgang Amadeus Mozart. Men zou dan verwachten dat Coates een neoclassicistisch werk zou opleveren, maar dat is ver bezijden de waarheid.
Coates schreef een broeierige compositie met af en toe een verwijzing naar het werk van de Oostenrijkse componist. Het kan het best omschreven worden als een rustige variant op de werken van Krzysztof Penderecki uit zijn beginperiode.

## Delen
1. Irisdescences,
clusters van zware akkoorden worden omhoog getild door uiterst langzame glissandi, die daarom keer op keer dissonanten veroorzaken.
2. Puzzle canon,
muziek zoals Mozart die gecomponeerd zou kunnen hebben of daadwerkelijk heeft gecomponeerd in zijn laatste werk Ave Verum Corpus, maar dan achterstevoren gespeeld, tegen een oprukkende achtergrond van een waas van glissando spelende strijkers; alhoewel achterstevoren gespeeld blijft de hoofdstem duidelijk de signatuur van Mozart houden; de begeleiding overheerst de melodie van Mozart en qua klank zijn we terug in deel (1);
3. What are stars?
genoemd naar een citaat uit een gedicht van Emily Dickinson; ook hier koperblazers en houtblazers tegen een achtergrond van strijkers; hoofdinstrument zijn in dit deel de pauken.

## Bron en discografie
- Uitgave Naxos : Weens Radiosymfonieorkest o.l.v. Michael Boder; de opnamen zijn van de generale repetitie.